# Zygmunt Halka
Zygmunt Juliusz Halka (ur. 6 lutego 1933 w Poznaniu, zm. 9 stycznia 2008 w Józefowie koło Otwocka) – polski fotografik, tłumacz, podróżnik i żeglarz, pionier wykorzystania elektroniki w muzealnictwie.
Był synem Juliana (1886–1959) h. Szaława, inżyniera i oficera, i Ludmiły (1905–1983) z domu Gajewskiej, lekarki. Maturę uzyskał w 1950 w Liceum Ogólnokształcącym im. Michała Kosmowskiego w Trzemesznie. Był absolwentem Politechniki Warszawskiej (1960), po studiach pracował jako starszy asystent w Katedrze Fizyki Ogólnej Politechniki Warszawskiej.  Później ukończył Studium Dziennikarskie Uniwersytetu Warszawskiego (1970). Wieloletni działacz Spółdzielni Mieszkaniowej „Nowe Miasto”. W latach 1950–1954 był lekkoatletą (skok wzwyż) w barwach AZS Poznań, następnie w AZS Warszawa (1955–1960).
Tłumaczył literaturę piękną z języka angielskiego (autorzy: Mario Puzo, James Patterson, Tess Gerritsen i inni). Zajmował się też fotografiką i dziennikarstwem. Po pierwszych studiach, od 1960 pracował jako realizator oświetlenia i członek zespołu w Studenckim Teatrze Satyryków w Warszawie. Był autorem pierwszych widowisk typu „światło i dźwięk” w Wilanowie i Malborku. W 1976 opracował widowisko Powrót do Wilanowa w reżyserii Piotra Wojciechowskiego. Wystąpił w epizodycznych rolach w filmach „Iluminacja” Krzysztofa Zanussiego, „Popioły” Andrzeja Wajdy i w kultowej komedii Stanisława Barei „Miś”.

Był filozofem, mistrzem życia ryzykownego. Samą swoją obecnością przekonywał, że świat jest barwny i wspaniały, że warto żyć, że wystarczy odrobina wysiłku i fantazji, a otworzą się wspaniałe perspektywy. Stwarzał wokół siebie strefę bezpieczeństwa. Ci, którzy znaleźli się w jego towarzystwie czuli się wybrani, nadzwyczajni, obdarzeni. Wierzyli, że nie będzie nudno, ale wyjdą z przygód ocaleni – przez siłę, zręczność, inteligencję kapitana. Był dżentelmenem i sportowcem, jego życie nadawało stary, prawdziwy sens tym określeniom. (...) Całe życie czekałem na wspaniałą powieść, jaką napisze Zygmunt Halka. Przetłumaczył wiele książek, napisał wiele kapitalnych krótkich tekstów. Dopiero teraz pojąłem, że napisał jednak wielką powieść. Dramatyczną powieść swojego życia

Pochowany został 16 stycznia 2008 na cmentarzu w Józefowie. Był spokrewniony z kardynałem Mieczysławem Ledóchowskim.